# Луцій Доміцій Агенобарб (консул 94 року до н. е.)
Луцій Доміцій Агенобарб (137—82 роки до н. е.) — політичний, державний та військовий діяч  Римської республіки.

## Життєпис
Походив з роду нобілів Доміціїв. Син Гнея Доміція Агенобарба, консула 122 року до н. е.
У 100 році до н. е. Луцій Доміцій брав участь у придушенні повстання Луція Апулея Сатурніна. У 97 році до н. е. став претором й як провінцію отримав Сицилію. Під час своєї каденції відповідно до декрету, який забороняв рабам носити зброю, Доміцій розіп'яв раба, який вбив рогатиною величезного вепра. Цей випадок став класичним прикладом зайвої суворості.
У 94 році до н. е. його обрано консулом разом з Гаєм Целієм Кальдом. На цій посаді не виявив себе нічим суттєвим. Під час громадянської війни між оптиматами та популярами, Доміцій підтримав лідера оптиматів Луція Корнелія Суллу. У 82 році до н. е. Агенобарба було вбито в курії претором Луцієм Юнієм Брутом Дамасіпом за наказом Гая Марія Молодшого.

## Родина
Дружина — Порція Катона, донька Марка Порція Катона Салоніана, претора
Діти:
- Гней Доміцій Агенобарб, претор 54 року до н. е.